# Caius Cassius Longinus (consul en -171)
Pour les articles homonymes, voir Caius Cassius Longinus et Cassius Longinus.
Caius Cassius Longinus est un homme politique romain du IIe siècle av. J.-C., consul puis censeur.

## Biographie
En 171 av. J.-C., il est élu consul de la République romaine avec Publius Licinius Crassus, tandis que le Sénat romain prépare la guerre contre Persée, roi de Macédoine. Les affectations géographiques des consuls sont tirées au sort, Cassius se voit affecté en Italie du nord avec deux légions, alors qu'il convoitait d'aller faire la guerre en Macédoine, responsabilité attribuée à Licinius. Après avoir gagné la Gaule cisalpine, Cassius décide de mener ses légions en Macédoine en passant par la voie terrestre d'Illyrie. Averti de cette initiative par une délégation venue d'Aquilée, le Sénat envoie à Cassius  trois légats pour lui interdire d'intervenir ailleurs que dans la province qu'on lui avait attribuée.
En 170 av. J.-C., après son consulat, Cassius participe à la guerre de Macédoine comme tribun militaire, tandis que des ambassadeurs gaulois des Alpes viennent se plaindre au Sénat d'exactions commises par Cassius sur leur territoire. Absent de Rome, Cassius n'est pas mis en accusation, mais la délégation gauloise est en compensation comblée de cadeaux. Selon Orose, Persée inflige à Cassius deux défaites en Illyrie, qui l'obligent à rentrer dans ses quartiers d'hiver.
Censeur en 154 av. J.-C. avec Marcus Valerius Messala, Cassius entreprend la construction d'un théâtre en pierre contrairement aux usages qui n'admettaient que des édifices provisoires en bois. Le consul en exercice Scipion Nasica le fait démolir avant son achèvement sous prétexte que les théâtres nuisent à la morale publique,.